# Бруггер, Янош
Янош Бруггер (нем. Janosch Brugger; род. 6 июня 1997, Титизее-Нойштадт) — немецкий лыжник, победитель этапа Кубка мира, чемпион мира среди юниоров в спринте. Член сборной Германии по лыжным гонкам с 2016 года.

## Биография
В конце января 2017 года он принял участие на чемпионате мира среди юниоров, где одержал победу в спринте.
На этапе Кубка мира сезона 2018/2019 года в Лиллехаммере, 2 декабря 2018 года, он одержал первую победу. Это случилось в гонке преследования.
| Номер | Дата           | Соревнование         | Место       | Дисциплина                 |
| ----- | -------------- | -------------------- | ----------- | -------------------------- |
| 1.    | 2 Декабря 2018 | Кубок мира 2018/2019 | Лиллехаммер | гонка преследования 15 км. |